# Анцинг
Анцинг (нім. Anzing) — громада в Німеччині, розташована в землі Баварія. Підпорядковується адміністративному округу Верхня Баварія. Входить до складу району Еберсберг.
Площа — 16,19 км2. Населення становить 4395 ос. (станом на 31 грудня 2020).